# Ledøje
Ledøje er en lille by i Nordsjælland med 787 indbyggere  (2024), beliggende ca. 20 kilometer vest for Københavns centrum og fem kilometer sydvest for Ballerup. Byen ligger i Egedal Kommune og tilhører Region Hovedstaden.
Bebyggelsen domineres af en hovedgade og Ledøje Kirke mod vest.
Frem til 2007 lå byen i Ledøje-Smørum Kommune.

## Historie
Stednavnet "Ledøje" kendes tilbage til 20. marts 1282 i formen Lethøfthæ. Efterleddet er "høfthi" i betydningen "fremspring"
Ledøje landsby bestod i 1682 af 22 gårde og 14 huse uden jord. Det samlede dyrkede areal udgjorde 923,5 tønder land skyldsat til 206,98 tønder hartkorn. Dyrkningsformen var trevangsbrug.